# Iurii Shestak
Iurii Shestak est un boxeur ukrainien né le 26 avril 1993.

## Carrière
Sa carrière amateur est principalement marquée par un titre de champion d'Europe à Kharkiv remporté en 2017 dans la catégorie des poids légers.

## Palmarès

### Championnats d'Europe
- Médaille de bronze en -60 kg en 2022 à Erevan, Arménie
- Médaille d'or en -60 kg en 2017 à Kharkiv, Ukraine